# Psalm 117
Psalm 117 is de 117e psalm uit Psalmen in de Hebreeuwse Bijbel (in de Griekse Septuagint en in de Latijnse Vulgaat Psalm 116; in sommige vertalingen worden Psalm 116 en 117 tot één psalm gecombineerd). De psalm is met twee verzen de kortste psalm, alsook het kortste hoofdstuk uit de hele christelijke Bijbel. Het thema van de psalm is lofprijzing voor JHWH.

## Nieuwe Testament
In de nacht waarin Jezus overgeleverd werd, vierde Hij met zijn apostelen het Pesach ook wel Laatste Avondmaal. Voordat zij naar de Olijfberg vertrokken, zongen zij de lofzang (Marcus 14:26), waarmee het Halleel en dus ook Psalm 117 bedoeld wordt.

## Muziek
In het Nederlands is psalm 117 meermaals berijmd op de melodieën van het Geneefs Psalter (Psalmberijming van 1773, berijming van 1967, De Nieuwe Psalmberijming).